# زهرة العوفية
زهرة بنت سالم العوفية، معلمة وربة منزل عُمانية. السيدة زهرة في الخمسين من عمرها، وهي أم وربة منزل لديها سبعة أبناء. تعلمت في المدارس النظامية حتى الصف الخامس، ولم تستطع أن تكمل تعليمها بعد ذلك. بالرغم من ذلك فقد استغلت وقتها واستمرت بقراءة الكتب والروايات العالمية. أولت جهدا في العمل الخيري والتطوعي وخاصة لتعليم الأطفال والكبار القراءة والكتابة وقراءة القرآن الكريم. بادرت العوفية بإقامة مشروع تطوعي تعليمي في منزلها بولاية الحمراء في سلطنة عُمان، وثم توسعت لتشمل المناطق الجبلية والمناطق الوعرة بنيابة الجبل الأخضر حتى تمكنت حتى اليوم من افتتاح أكثر من 22 مدرسة في هذه المناطق.

## مبادرة مشروع محو أمية أبناء قريتي مسؤوليتي
ترتكز المبادرة على إدارة  22 فصلا دراسيا لتعليم الأمهات القرآن الكريم والقراءة والكتابة وتعليم الأطفال القراءة والكتابة والصلاة وتحفيظ القرآن لطفل ما قبل المدرسة ( 5-6 سنوات). تتوزع هذه الفصول في القرى الجبلية النائية من قرى جبل شمس والجبل الشرقي ومسفاة العبريين لتشمل 500 طالب وطالبة.
في بداياتها، كانت العوفية تعمل بمفردها بامكانيات محدودة عام 2007 م. تستيقظ قبل صلاة الفجر لتواصل الطهي حتى التاسعة صباحا لحين قدوم الطلبة للدراسة؛ حيث  كان عدد الطلاب لا يتجاوز 20 طالبًا. حصلت بعد فترة من الزمن على المساعدة من جاراتها في هذا العمل؛ وقد وظفت 35 معلمة في 22 قرية من القرى الجبلية التي تبعد كل منها عن الأخرى 3-20 كم. اتخذت من المباني غير الثابتة وظلال الأشجار ومجالس العزاء فصولا دراسية في بادئ الأمر واستمرت بطهي الولائم وإعداد الوجبات لتبيعها للمدارس والأفراد في المناسبات المختلفة ليكون العائد المادي نفقة بناء الفصول الدراسية وتوفير الكتب والأثاث ومستلزمات الدراسة وكذلك توفير مكافآت مالية للمعلمات. تستمر حتى اليوم في الاستثمار من وراء الطهي لضمان الاستدامة واستمرار العائد المادي مستقبلا، وكذلك تحصل على تبرعات من المجتمع المحيط.

## تحديات المبادرة
واجهت زهرة أثناء العمل على مبادرتها العديد من التحديات متمثلة في الدعم المادي البسيط، وصعوبة الطرق التي تصل المدارس التي أنشأتها، وساعات العمل الطويلة والمجهدة. لكنها تمكنت من تجاوز الصعوبات المادية بعد إنشاء مشروعٍ منزلي كمشروع الطبخ، و استئجار سائق للوصول للقرى الجبلية ثم تعلمت القيادة بنفسها وتغلبت على الخوف من الصعود إلى الجبال. وكذلك عملت على توظيف بعض الفتيات لمساعدتها في مشروع الطبخ والتعليم.

## الجوائز والإنجازات
حصلت العوفية على جائزة أفضل عشر شخصيات نسائية رائدة ومؤثرة في الوطن العربي في مؤتمر دور المرأة العربية في تنمية المجتمع في بيروت عام 2017 م. وقد كُرمت بجائزة السلطان قابوس للأعمال التطوعية في ديسمبر 2017 م. على مستوى الوطن العربي حصلت السيدة على المركز الأول عربيا في مجال التميز في أفضل المشاريع التطوعية بالوطن العربي من بين 20 مشروعا مشاركا لعام 2018 م. في نفس العام حازت على جائزة مجلة المرأة للإجادة عن فئة الأعمال التطوعية. بعد ذلك بعام تم تكريمها في بروكسل عاصمة بلجيكا، وبدعوة من المسؤول عن الجالية العربية في الاتحاد الأوروبي الدكتور عصام البدري. في عام 2020 م كرّمها الشيخ أحمد بن محمد بن راشد آل مكتوم رئيس مؤسسة محمد بن راشد آل مكتوم للمعرفة، عن جائزة «تحدي الأمية» في دورتها الثانية بترشيح من منظمة اليونسكو في 25 فبراير 2020 م بمدينة دبي. بعد ذلك حظت بوسام الإشادة السلطانية من الدرجة الثالثة من حضرة صاحب الجلالة السلطان هيثم حفظه الله؛ حيث سلمتها السيدة الجليلة - حرم جلالة السلطان المعظم - هذا الوسام بمناسبة يوم المرأة العُمانية تحديدا في 17 أكتوبر 2020 م.

## وصلات خارجية
- قصة إنسان - ١
- قصة إنسان - ٢
- مقابلة في تلفزيون سلطنة عُمان
- بودكاست: أ.زهرة العوفية : تكريم السيدة الجليلة، الصعوبات، الإصرار، النتائج